# Борщевик Стевена
Борщевик Стевена (лат. Heracleum stevenii) — вид двулетних или многолетних травянистых растений рода Борщевик (Heracleum) семейства Зонтичные (Apiaceae).
Выделившая и описавшая борщевик Стевена Ида Манденова назвала его в честь русского ботаника шведского происхождения Христиана Стевена.

## Ботаническое описание
Травянистый двулетний или многолетний моно- и поликарпик. Высота — до 1 м, стебель бороздчатый, опушенный, листья простые, в очертании почти округлые или широко яйцевидные, перисто-лопастные, лопасти продолговато-яйцевидные, по краю крупно городчато зубчатые, верхние листья с сильно расширенным опушенным, по краю обычно зубчатым влагалищем и 3-лопастной пластинкой, листья с верхней стороны голые или рассеяно-опушенные мельчайшими прижатыми волосками, с нижней стороны более или менее густо-бело-войлочно-опушенные. Зонтики крупные, многолучевые, лучи зонтика и зонтичков мелко шероховато-опушенные, цветки белые, внешние лепестки краевых цветков в зонтичках увеличенные.
Цветет в мае-июне, плодоносит в июле-сентябре. Плод — вислоплодник, состоящий из двух полуплодиков. Полуплодики овальные, яйцевидные, изредка обратно-яйцевидные, 10-13 мм длиной и 7-9 мм шириной, усажены мельчайшими, прижатыми волосками, изредка полуплодики более или менее густо усажены длинными тонкими волосками.

## Распространение и экология
Локальный Крымско-Новороссийский эндемик.
Произрастает на сильноэродированной коричневой почве, на каменисто-осыпных склонах, состоящих из обломочного материала средней и мелкой фракции. Очень редко отмечается в можжевеловых редколесьях (Juniperus excelsa) и зарослях кустарников на приморских склонах, на галечниковых пляжах. Может выступать как пионерный вид на оползневых склонах.

## Охрана
Вид внесен в Красную книгу Краснодарского края.
Лимитирующими факторами является: природная редкость, низкая встречаемость, 
стенотопность, низкая конкурентная способность, негативные естественные экологические условия (водная и ветровая эрозия субстрата, разрушающая приморские склоны), фрагментация ареала, освоение приморской полосы под курортное строительство, высокая рекреационная нагрузка на места произрастания, кемпинги, разработка карьеров под добычу мергеля, прокладка дорог, трубопроводов, ЛЭП.
Вид  охраняется на территории ГПЗ «Утриш». Необходима должная охрана ООПТ: заказников «Большой Утриш», «Абрауский», «Можжевеловое редколесье». Необходимо подтверждение нахождения вида в Отрадненском р-оне. Контроль за состоянием популяций, изучение репродуктивной биологии, экологии. Ограничение хозяйственной деятельности и рекреационной нагрузки в местах произрастания вида. Необходимо создание питомника редких и эндемичных видов растений Краснодарского края для дальнейшей их реинтродукции в природу.

## Применение
Противоэрозионное и декоративное растение.